# Jeton Kelmendi
Jeton Kelmendi (Peja, 27 de Novembro de 1978) é um poeta, dramaturgo, jornalista, publicitário, tradutor, editor, professor universitário e académico albanês, nascido onde hoje corresponde ao território do Kosovo.

## Biografia
Nascido na cidade de Peja, no atual Kosovo (1978), Jeton Kelmendi completou o ensino primário no seu local de nascimento. Mais tarde, continuou seus estudos na Universidade de Pristina, tendo obtido o grau de Bacharel em Artes de Comunicação Social. Completou os seus estudos de pós-graduação na Universidade Livre de Bruxelas, Bélgica, especializando-se em Estudos Internacionais e de Segurança. Terminou o seu segundo mestrado em diplomacia.
Kelmendi fez doutoramento em "Influência dos mídia em questões de segurança política da União Europeia". É professor da Universidade AAB, em Pristina, Kosovo. É membro activo da Academia Europeia de Ciências e Artes, em Salzburg Áustria. Durante muitos anos, escreveu poesia, prosa, ensaios e contos. É colaborador regular de jornais, na Albânia e no exterior, escrevendo sobre assuntos culturais e políticos, especialmente internacionais. Jeton Kelmendi tornou-se conhecido no Kosovo, após a publicação de seu primeiro livro intitulado “The Century of Promises” (“Shekulli i Premtimeve”), publicado em 1999.
Posteriormente, publicou uma série de outros livros. Os seus poemas estão traduzidos em mais de vinte e sete idiomas e publicados em várias antologias literárias internacionais, sendo o poeta albanês mais traduzido e conhecido na Europa. Segundo vários críticos literários, Kelmendi é o representante genuíno da moderna poesia albanesa. Críticos e poetas internacionais escreveram numerosos artigos sobre ele, considerando-o um grande poeta europeu. É membro de inúmeros clubes internacionais de poesia e é colaborador de revistas literárias e culturais, especialmente em inglês, francês e romeno. A originalidade do seu trabalho no campo da literatura baseia-se na atenção que presta à expressão poética, à exploração moderna do texto e à profundidade da mensagem. O seu estilo foca a lírica amorosa e versos elípticos, entrelaçados com metáforas e simbolismo artístico. Actualmente, reside e trabalha em Bruxelas, na Bélgica, e em Pristina, Kosovo.

## Obras publicadas

### Em albanês
- 1.	“The Century Promises” (“Shekulli i Premtimeve”), 1999 (poesia).[4]
- 2.	“Beyond Silence” (“Përtej Heshtjes”), 2002 (poesia).
- 3.	“If it is afternoon” (“Në qoftë mesditë”), 2004 (poesia).
- 4.	“Fatherland pardon me” (“Më fal pak Atdhe”), 2005, (poesia).
- 5.	“Where are the arrivals going” (“Ku shkojnë ardhjet”),2007 (poesia).
- 6.	“You arrived for the traces of wind” (“Erdhe për gjurmë të erës”), 2008 (poesia).
- 7.	“Time when it has time” (“Koha kurë të ketë kohë”), 2009 (poesia).[5]
- 8.	“Wandering thoughts” (“Rrugëtimi i mendimeve“) 2010 poesia.[6]
- 9.	“The baptize of spirit” (Pagezimi I shpirtit) 2012 poesia.
- 10.	“I call forgotten things” (Thërras gjërat e harruara) 2013 poesia.
- 11.	“An another coming” (Një ardhje tjetër) 2020, poesia.

## Peças de teatro publicadas
- 	“Mrs Word” (“Zonja Fjalë”), 2007 (Teatro).[7]
- 	“Play and anti-play” (Lojë dhe kundër lojë) 2011 (Teatro).

## Ciência política
- I.	EU mission in Kosova after its independence 2010 EUA.
- II.	Bad times for the knowledge 2011, Pristina Kosovo.
- III.	NATO-EU missions, cooperative or competitive 2012, Tirana Albânia.
- IV.	Media Influence in Security Politics in EU, 2016, Bruxelas, Bélgica.

## Obras publicadas em línguas estrangeiras
- 1.	“Ce mult s-au rãrit scrisorile” (“Sa fortë janë rralluar letrat”); publicado em romeno.
- 2.	“A respiration” (“Frymëmarrje’); publicado na Índia.
- 3.	“Dame parol,” teatro; publicado em França.
- 4.	“COMME LE COMMENCEMENT EST SILENCIEUX”  (“When start the silence”), poesia; Paris, França.[8] poetry; Paris, France[9][10]
- 5.	“ΠΟΥ ΠΑΝΕ ΟΙ ΕΡΧΟΜΟΙ (“Where go the comings”), Poesia em grego; Grécia
- 6.	 “Wie wollen (“Si me dashtë”), poesia; Alemanha.
- 7.	Frau Wort (Miss word) teatro Alemanha.[11]
- 8.	A Palavra Evitou o Silêncio/(Words croses the silence) 2009, Brasil.
- 9.	Nasil sevmeli (Si me dashtë) poesia Turquia.
- 10.	НА ВЕРХІВ’Ї ЧАСУ (In the bigening of time) poesia Ucrânia.[12]
- 11.	How to reach yourself Poesia nos EUA.
- 12.	в зените времени истлевшего (A vers on top of the time gone) Poesia Rússia.
- 13.	34首封面 (34 poemus) poesia China.[13]
- 14.	"فواصل للحذف " (Elliptical dots) Poesia no Egipto.[14][15]
- 15.	Pensamientos del Alma (Thoughts of the spirit), poesia Espanha 2014.[16]
- 16.	Xewnên di dîwêr de (How to love) poesia Kudristan-Turquia 2015.
- 17.	Cómo Llegar A Ti Mismo (How to love) poesia Argentina 2015.
- 18.	Com Retrobar-Se (How to love) poesia Catalunha 2015.
- 19.	Prescurtarea departarilor (Shortening distances), poesia Roménia, 2016.
- 20.	Rănile cuvântului (Plagët e fjalës) poesia Moldávia 2018.
- 21.	思想狩獵愛 (Thoughts Hunt the Loves) poesia Taiwan 2018.[17]
- 22.	wybrane wiersze (Selected poems) Poesia em Polaco, Polónia 2018.
- 23.	Düsünceye götüren misralar (How to know) Turco Turquia 2018.
- 24.	ДИВЉА ЋУТАЊА (Wild silence) Sérvio, Sérvia Belgrado 2018.
- 25    Daba Ljubavi (Eatg of love) Montenegrian, Montenegro Podgorica 2018.
- 26.	Cудбински простор (destiny space) poesia, Macedónia 2018.
- 27.	Tra realtà e sogno (Between the reality and dreams) Itália 2019.
- 28.	Čas ljubezni (Love moments) Eslovénia, 2019.[18]
- 29.	Pensamentos em busca dos amores (Thoughts in search of love), 2019.
- 30.	Čas ljubezni (Love moments) Slovenia, 2019.
- 31.	Savaş zamaninda eşq (Love in war time) Azerbeijan 2019
- 32.	Keserü kávé (Bitter coffee), Húngaro, Budapeste, 2019[19]
- 33.	Pfungua dzinovhima vadiwa, (Thoughts Hunt the Loves), Shona, mangiage, Zimbawe 2019.
- 34.	Antidrom (Antidream), Norueguês Oslo 2019.
- 35.	L’Age mythique (Age mythic) Paris 2020.

## Livros traduzidos por Jeton Kelmendi
- 1.	Plagët e bukurisë de Athanase Vantchev de Thracy (França), traduzido do francês com Gjovalin Kola.
- 2.	Hijet e dritës de Skënder Sherifi (Bélgica), traduzido do francês.
- 3.	Gjuha e botës (International Poetry Antholgy) (10 poetas de 10 países) traduzido do inglês e francês.
- 4.	Sheshi i shikimeve (International Poetry Anthology) (13 poetas de 13 paíseses) traduzido do inglês.[20]
- 5.	E di kush je de Erling Kittelsen (Noruega), traduzido do inglês.
- 6.	Emrimi i gjërave de Zhang Zhi Diablo (Chine), traduzido do inglês.
- 7.	Vetmia e erës de Bill Wolak (USA), traduzido do inglês.
- 8.	Trokas në mendjen tënde de Alicja Kuberska, Polónia, traduzido do inglês.
- 9.	Tingujt e Mendimeve de Lee Kuei-shien, Taiwan, traduzido do inglês.
- 10.	 Kam mësuar ca gjëra de Ataol Behramoglu, Istambul, traduzido do inglês.
- 11.	Pakti im – Testament de Ernesto Kahan, Telaviv, traduzido do inglês.
- 12.	 Rreth dy botëve de Maria Miraglia, Romë, traduzido do inglês.
- 13.	Destinacioni de Fernando Rendon (Kandidat NOBEL), traduzido do inglês.
- 14.	Amplituda e probabiliteteve nga de Laura Garavaglia, traduzido do inglês e do francês.
- 15.	Rreth dy botëve de Maria Miraglia, traduzido do inglês.
- 16.	Regjister i shkruar nga domethënia de Tendai Rinos Mwanaka, traduzido do inglês.
- 17.	Pyllezimi- Dystopia de Saso Ognanovski, traduzido do inglês.
- 18.	Vargu i thyer (Broken string), de Maria do Sameiro do Barroso, traduzido do inglês.
- 19.	The weight of wish de Luan Maloku, traduzido do albanês para o inglês.
- 20.	I feel you so close de Luan Maloku, traduzido do albanês para o inglês.
- 21.	Anthem of quiet thoughts de Bujatr Tafa, traduzido do albanês para o inglês.
- 22.	Thoughts hunt the loves de Jeton Kelmendi, traduzido do albanês para o inglês.

## Distinções internacionais
- 	Membro da Academia de Ciência e Artes da Europa, Salsburg, Áustria.[21]
- 	Membro da World Academy of Art and Culture, California, EUA.[22]
- 	Membro da Associação de Jornalistas Professionais da Europa, Bruxelas, Bélgica.
- 	Membro da Academia de Ciência, Artes e Literatura da Europa, Paris, França.
- 	Membro da Academia de Ciência e Alta Cultura da Ucrânia, Kiev, Ucrânia.
- 	Membro do PEN Club Belga Francófono, Bruxelas Belgica.
- 	Membro Honorário da Academia Internacional “Mihai Eminescu”, Roménia.
- 	Membro da União de Escritores da Euro-Ásia.

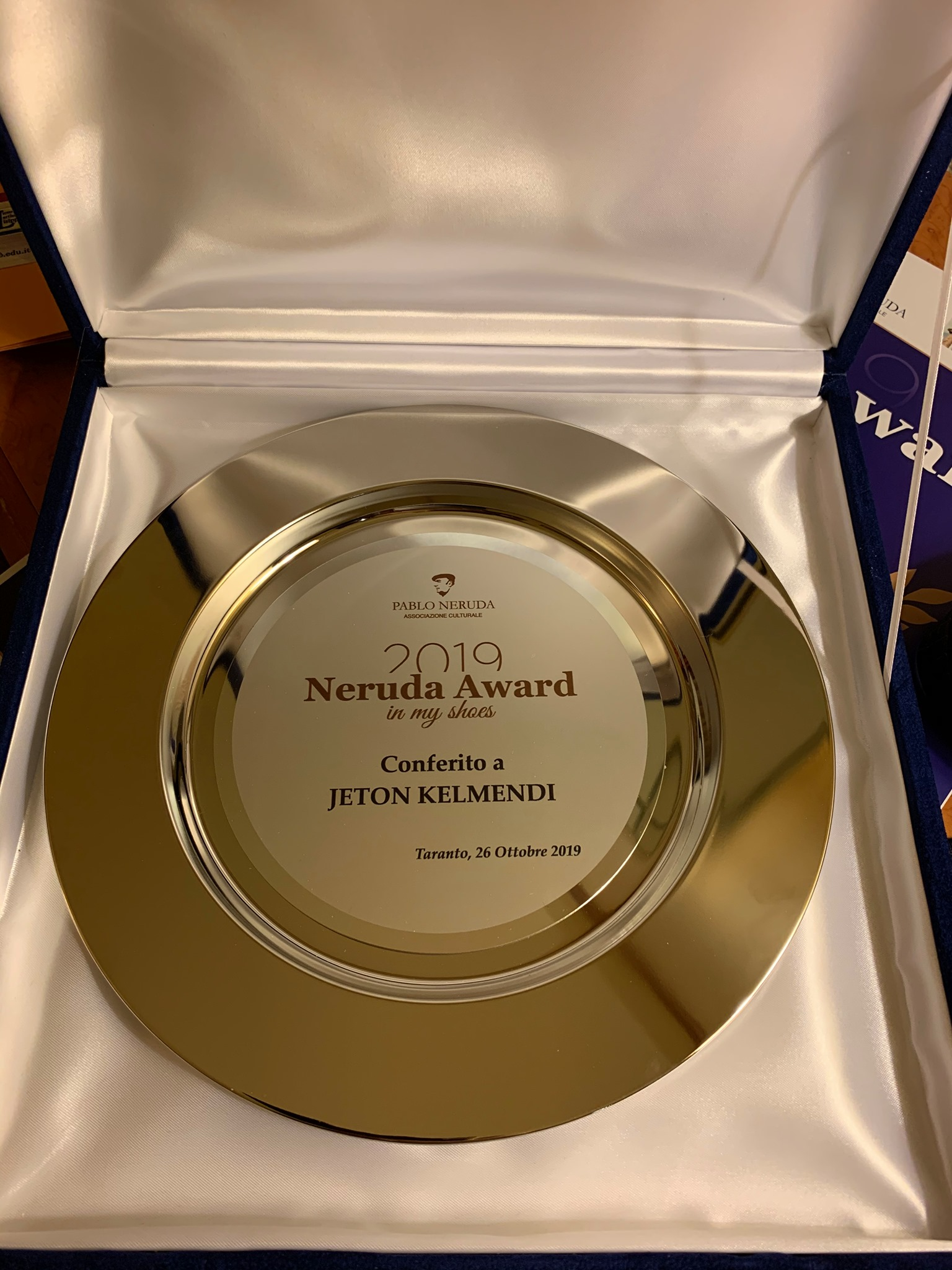
Neruda Awards

- I.	Doutor Honoris Causa do Instituto de Estudos Ucrainianos e Caucasianos na Academia das Ciências da Academia das Ciências da Ucrânia 201.
- II.	Doutor Honoris Causa da Universidade Nacional Del Este, Paraguai 2017.
- III.	SOLENZARA Prestigiado Prémio Internacional, Paris, França 2010.[23]
- IV.	Prémio Internacional“Nikolaj Gogol” Ucrânia 2013.
- V.	Prémio Internacional “Alexander the Great” Grécia 2013
- VI.	National Poetry book prize MITINGU, iem Gjakova, Kosovo 2011.
- VII.	Prémio Internacional “World Poetry” terceiro prémio em Sarajevo, Bosnia e Herzegovina 2013.
- VIII.	“Translater of the year 2013”, na China 2013.[24]
- IX.	Prémio Internacional “Mather Teresa” para humanidade na poesia, Gjakova Kosovo. 2013
- X.	Prémio Internacional “Ludwig Nobel” do Udmurtian PEN Club, Udmurtu, Rússia 2014[25]
- XI.	Prémio Internacional“Mihai Eminescu” Roménia, 2016
- XII.	Prémio Internacional “Poet of the year 2016”, Sofly International literatture foundation 2017.
- XIII.	Prémio Internacional “World Icon for Peace”, do World Institute for Peace, Nigéria, 2017.
- XIV.	Prémio Internacional “World Literature”, no Kazaquistaão, 2017.
- XV.	Embaixador da Paz pelo World Institute for Peace. 2017.
- XVI.	“Prize of the Academy”, European Academy of Arts, Sciences and Literture, Paris 2018.
- XVII.	Internacional “Matthew Arnold Award”, Índia 2018.
- XVIII. International Prize “Special Ganadores del concurso”, Bolívia 2019.
- XIX.	Doctor Honoris Causa pela University Constandin Stere, Chisinau Moldávia 2019.
- XX.	International Neruda Awards, Taranto Itália 2019.[26]
- XXI.	World big name in literature, Mongólia, 2020.
- XXII.	Doctor Honoris Causa from Theological Institute mission the Last Trumpet, Brasil.
- XXIII. ‘Great Personality Award 2020’ from World International Forum for Peace, India 2020.

## Obras

### Em romeno
- Quão raras tornaram-se as cartas, 2007 (coletânea de poesia)